# Illuminated
Illuminated – singel brytyjskiego synth popowego zespołu Hurts, wydany 9 maja 2011 roku nakładem wytwórni fonograficznych RCA Records oraz Major Label. Singel został wydany w celach promujących album Happiness, który na rynku ukazał się 6 września 2010 roku. 
Za projekt okładki singla odpowiedzialny był Samuel Muir.

## Listy utworów i formaty singla
Single CD
1. „Illuminated” – 3:23
2. „Better Than Love” (Freemasons Pegasus Club Mix) – 9:19

Digital Single
1. „Better Than Love” – 3:37
2. „Better Than Love” (Freemasons Pegasus Mix Radio Edit) – 3:37
3. „Better Than Love” (Death In Vegas Acid Remix) – 8:15
4. „Better Than Love” (Burns European Sex Remix) – 5:08
5. „Illuminated” – 3:21

## Pozycje na listach
| Lista przebojów                    | Pozycja |
| ---------------------------------- | ------- |
| Wielka Brytania (UK Singles Chart) | 68      |